# لازارو ألفاريز
لازارو ألفاريز (مواليد 28 يناير 1991) هو ملاكم كوبي، مثّل بلاده في الألعاب الأولمبية الصيفية 2012 و2016 و2020.

## روابط خارجية
لازارو ألفاريز على موقع بوكس ريك (الإنجليزية) (registration required)
- لازارو ألفاريز على موقع اللجنة الأولمبية الدولية (الإنجليزية)
- لازارو ألفاريز على موقع أوليمبيديا (الإنجليزية)